# Chief Digital Officer
Der Chief Digital Officer (CDO) ist eine englischsprachige Bezeichnung in der Regel für eine Position in der obersten Führungsebene von Unternehmen (C-Level-Position), die für die Planung und Steuerung der Digitalen Transformation eines Unternehmens oder einer Organisation verantwortlich ist.  
Er entspricht im deutschen Sprachraum von seiner Zuständigkeit dem Digitalvorstand bzw. dem Vorstand für Digitalisierung. 

## Grundlegendes

### Rolle und Aufgaben eines Chief Digital Officers
Die wichtigste Aufgabe besteht zumeist in der Entwicklung einer grundlegenden Digitalisierungsstrategie sowie deren Einbindung in bereits bestehende Strukturen im Unternehmen. Dabei nimmt der CDO häufig eine führende Rolle innerhalb der Firma, in der er arbeitet, ein und trifft Entscheidungen, die alle Ebenen und Bereiche der Organisationshierarchie betreffen können.

## Berufssituation

### Einrichtung von Chief-Digital-Officer-Stellen in Unternehmen: kurze Lageanalyse
Die Rolle des Chief Digital Officer (CDO) befindet sich im Wandel, verliert aber nicht an Relevanz für Unternehmen. Auf globaler Ebene verändert sich der Anteil der Digitalexperten im Jahr 2018 auf 21 % (2016: 19 %). Frankreich besitzt europaweit die meisten Unternehmen mit Managern für das Digitale (66 %), dahinter folgen Deutschland (48 %) und die Niederlande (45 %). Der Trend zu entsprechenden Positionen nimmt demnach weiterhin zu, insbesondere im Mittelstand und in Konzernen.
Trotz der längst erreichten Etablierung des CDOs als wichtige Position im Unternehmen, gilt der Job des CDOs selbst heute jedoch weiterhin als recht neu. Den größten Zuwachs an neu geschaffenen CDO-Positionen verzeichnen in Europa die Niederlande und Deutschland mit 13 bzw. 9 Prozentpunkten mehr im Vergleich zu 2016. Im deutschsprachigen Raum liegen Unternehmen aus Deutschland (48 %), was CDOs betrifft, vor jenen aus der Schweiz (38 %) und Österreich (33 %).

### Allmähliches Einsetzen der Auseinandersetzung der Unternehmensführungen damit, was ein CDO in ihrem Unternehmen bewirken soll
Während vor einigen Jahren im Zusammenhang mit der Position des Chief Digital Officer häufig kritisiert wurde, dass Rahmenbedingungen wie etwa die noch unklare Rollendefinition innerhalb der Unternehmen fehlten, zeigt sich mittlerweile, dass das Profil durch die zunehmenden Anforderungen der Digitalisierung deutlich geschärft wurde. So entwickeln sich CDOs zu digitalen Strategen und müssen die Auswirkungen der Digitalisierung für ihr Unternehmen verstehen sowie zum eigenen Vorteil gestalten.

### Oftmals keine Trennung zwischen Digital- und Data-Zuständigkeiten
Häufig differenzieren Unternehmen nicht so genau zwischen „Chief Digital Officer“ und „Chief Data Officer“ und betrachten diese als eine einzige Position, die sowohl für Digital als auch für Data verantwortlich ist. Als vorteilhafte Nebenwirkung können dadurch konsistente Entscheidungen im Hinblick auf typische digitale Themen wie RPA mit typischen Data-Themen wie Process Mining kombiniert werden.